# Marcin Wróbel (piłkarz)
Marcin Wróbel (ur. 17 marca 1975) – polski piłkarz oraz trener.

## Kariera piłkarska
Wychowanek KSZO Ostrowiec Świętokrzyski. W Ekstraklasie rozegrał łącznie 25 meczów w drużynie KSZO (9 w sezonie 2001/2002 i 16 w sezonie 2002/2003).

## Kariera szkoleniowa
Karierę trenerską rozpoczął w sezonie 2007/2008, w którym wywalczył z Wisłą Annopol awans do klasy okręgowej. W kolejnym sezonie (2008/2009) zespół musiał się pożegnać z tą klasą rozgrywkową, zajmując ostatnie miejsce w lidze. Na wiosnę 2009 roku Marcin Wróbel wznowił treningi i w rundzie jesiennej sezonu 2009/2010 pełnił funkcję grającego trenera. Zespół na półmetku rozgrywek uplasował się na 1. miejscu w tabeli.
12 stycznia 2010 podpisał kontrakt z Klubem Sportowym KSZO Ostrowiec Świętokrzyski, na mocy którego został grającym szkoleniowcem zespołu rezerw. Trenował również drużynę młodzików starszych (rocznik 1996) w MKS KSZO Junior, oraz jest trenerem w Ośrodku Szkolenia Piłkarskiego Młodzieży w Ostrowcu Św. Na początku sierpnia 2011 roku powrócił do Wisły Annopol, gdzie oprócz trenowania zespołu występował jako czynny zawodnik.